# Mobilgirgi
La Mobilgirgi era un'industria produttrice di mobili con sede a Cantù.
Fondata negli anni sessanta, la società conobbe un consistente sviluppo grazie a prodotti abbastanza innovativi e soprattutto ad una politica commerciale aggressiva, con investimenti pubblicitari ingenti. L'azienda divenne nota al di fuori della Lombardia soprattutto quando, nel 1975, divenne sponsor principale della Pallacanestro Varese, raccogliendo l'eredità della Ignis della famiglia Borghi; la sponsorizzazione durò fino al 1978, ma anche successivamente la Mobilgirgi mantenne il suo impegno nella pallacanestro e sponsorizzò per qualche anno la Juvecaserta.
La situazione dell'azienda si mantenne florida fino alla metà degli anni novanta, quando iniziò un progressivo declino: scelte strategiche sbagliate, un prodotto forse non più in linea con le richieste del mercato, misero in crisi la Mobilgirgi: l'apice delle difficoltà venne raggiunto alla fine del 2002, quando i circa 100 operai che ancora erano impiegati nell'azienda non ricevettero gli stipendi per circa tre mesi. Trovata una soluzione tampone, le difficoltà per l'azienda però continuarono nel 2003, quando la crisi divenne irreversibile, tanto che nell'ottobre il Tribunale di Como ne dichiarò il fallimento.
La vicenda giudiziaria legata al fallimento della società, che aveva portato all'incriminazione per bancarotta fraudolenta i sei membri del consiglio d'amministrazione (Giampaolo, Ottavio, Antonella, Isabella, Massimiliano e Katia Girgi), accusati di avere distratto fondi dalla società fin dagli anni '90, si è chiusa definitivamente nel marzo del 2006: i primi tre hanno patteggiato una pena tra un anno ed un anno e due mesi di reclusione con la concessione della condizionale, anche in ragione dei risarcimenti effettuati, mentre gli altri tre membri della famiglia sono stati assolti.
L'area un tempo occupata dalla Mobilgirgi è stata rilevata da una industria di differente settore, la Euroscatola.